# Geminospira
Geminospira es un género de foraminífero bentónico de la subfamilia Alliatininae, de la familia Robertinidae, de la superfamilia Robertinoidea, del suborden Robertinina y del orden Robertinida. Su especie tipo es Geminospira simaensis. Su rango cronoestratigráfico abarca desde el Plioceno hasta la Actualidad.

## Clasificación
Geminospira incluye a las siguientes especies:
- Geminospira bradyi
- Geminospira compacta
- Geminospira simaensis
- Geminospira xuwenensis

Otra especie considerada en Geminospira es:
- Geminospira lata, de posición genérica incierta